# أحمد البسيوني الحنبلي
السيد أحمد بن علي بن محمد البسيوني العلواني الإدريسي الحسني الهاشمي الحنبلي (ت. 1337 هـ)، شيخ الحنابلة بالأزهر.

## سيرته
ولد بـ بسيون بـ محافظة الغربية، ويمتد نسبه إلى سليمان البسيوني (ت. 735 هـ) صاحب المسجد والضريح المعروف ببسيون محافظة الغربية، وينتهي نسبه إلى الحسن بن علي بن أبي طالب.
حفظ القرآن صغيرا، ثم انتقل إلى الأزهر، ودرس به علوم اللغة وعلوم الشريعة، وتتلمذ على يد يوسف البرقاوي النابلسي الحنبلي.
توفي أحمد البسيوني 7 جمادى الآخرة 1337 هـ.